# Marc-Oliver Kempf
Marc-Oliver Kempf (Lich, 28 januari 1995) is een Duits voetballer die doorgaans als centrale verdediger speelt. Hij verruilde SC Freiburg in juli 2018 voor VfB Stuttgart.

## Clubcarrière
Kempf speelde in de jeugd bij JSG Bad Nauheim, TSV Dorn-Assenheim, SV Bruchenbrücken en Eintracht Frankfurt. Op 27 november 2012 maakte hij voor laatstgenoemde club zijn profdebuut tegen FSV Mainz 05. In het seizoen 2013/14 kwam hij uit in het tweede elftal van Eintracht Frankfurt in de Regionalliga. In deze competitie speelde hij achttien duels.

## Interlandcarrière
Kempf speelde voor diverse Duitse nationale  jeugdelftallen.

## Erelijst
SC Freiburg
- 2. Bundesliga

2015/16
1 Bredlow ·
2 Al-Dakhil ·
3 Hendriks ·
4 Vagnoman ·
5 Keitel ·
6 Stiller ·
7 Mittelstädt ·
8 Millot ·
9 Demirović ·
10 El Bilal ·
11 Woltemade ·
13 Krätzig ·
14 Jaquez ·
15 Stenzel ·
16 Karazor  ·
17 Diehl ·
18 Leweling ·
19 Faghir ·
20 Stergiou ·
21 Drljača ·
22 Kastanaras ·
23 Zagadou ·
24 Chabot ·
26 Undav ·
27 Führich ·
28 Nartey ·
29 Jeltsch ·
32 Rieder ·
33 Nübel ·
40 Raimund ·
41 Seimen ·
45 Chase ·
Coach: Hoeneß